# Mantidactylus curtus
A Mantidactylus curtus  a kétéltűek (Amphibia) osztályába és  a békák (Anura) rendjébe, az aranybékafélék (Mantellidae) családjába tartozó faj. 

## Előfordulása
Madagaszkár endemikus faja. A sziget számos területén előfordul 600–2400 m-es tengerszint feletti magasságon. Lehetséges, hogy ez a széles elterjedési területet a faj taxonómiai besorolásának bizonytalanságával magyarázható. Miguel Vences szerint ez a taxon legalább öt különböző fajból tevődik össze. 

## Megjelenése
Mellső lába úszóhártya nélküli. Ujjai végén látható korongok enyhén megnövekedettek. A fajt legjobban képviselő, Betsileo környéki egyedek pofája meglehetősen rövid. Háti bőre sima vagy enyhén szemcsézett. Hátának színe változatos, gyakran világosbarna sötétebb foltokkal tarkítva, gerincén időnként csík fut végig. A hímeknek elég kicsi, gyakran nem is látható combmirigyeik vannak.

## Természetvédelmi helyzete
A vörös lista a nem fenyegetett fajok között tartja nyilván. Több védett területen is előfordul.